# United States Navy SEALs
Die United States Navy SEALs [siːlz] sind Spezialeinheiten der U.S. Navy. Sie unterstehen dem United States Naval Special Warfare Command (NAVSPECWARCOM), das sein Hauptquartier in Coronado (Kalifornien) hat und selbst Teil des US Special Operations Command (USSOCOM) ist.
Der Begriff „SEAL“ ist ein Akronym aus den Wörtern Sea, Air, Land (Meer, Luft, Boden), die die Einsatzorte der Spezialeinheit zum Ausdruck bringen. Es entspricht ferner dem englischen Ausdruck für Seehund/Robbe und wird auch so ausgesprochen.
Inoffizielles Motto der Einheit ist: The Only Easy Day Was Yesterday (dt.: „Der einzige leichte Tag war gestern“).

## Geschichte

### Vorgeschichte
Der Ursprung der U.S. Navy SEALs liegt bei den Navy Combat Demolition Units (NCDU), die im eigentlichen Sinne ein Kampfmittel-Räumdienst der Marine waren, dessen Aufgabe darin bestand, vor Landungen, wie zum Beispiel im Zweiten Weltkrieg bei der Operation Overlord, Strände aufzuklären und Hindernisse zu räumen. Die Mitglieder der NCDU setzten sich zum größten Teil aus Pionierbataillonen (SEABEES) der United States Navy zusammen. Es gab zwei verschiedene Teams – die NCDUs, die hauptsächlich in Europa eingesetzt wurden, sowie die UDTs (Underwater Demolition Teams), die im pazifischen Kriegsgebiet arbeiteten. Die UDTs unterschieden sich gegenüber den NCDUs vor allem durch ihre leichtere Ausrüstung, so trugen die UDTs während einfacher Einsätze oftmals nur Badehose und Flossen. In Japan waren die UDTs fast an jeder Landeoperation beteiligt, und ihre Stärke betrug zu Kriegsende etwa 3000 Mann. Während des Krieges in Korea operierten sie aber oftmals an Land.
Wegen der missglückten Landung in der Schweinebucht 1961 und der sich daraufhin anbahnenden Kubakrise offenbarte sich die Unfähigkeit der damals federführenden CIA, solche ihnen ursprünglich zugedachten Sonderoperationen durchzuführen. Zur Schließung dieser operativen Lücke ordnete US-Präsident John F. Kennedy die Aufstellung neuer militärischer Spezialeinheiten an, weshalb die U.S. Navy mit der Aufstellung ihrer SEAL-Teams begann. Die Bezeichnung SEAL (Sea, Air, Land) kennzeichnete die Umgebungen, in denen sie später operieren sollen. Schließlich wurden am 1. Januar 1962 das SEAL-Team 1 in Coronado, Kalifornien an der Pazifikküste und das Team 2 in Little Creek, Virginia an der Ostküste aufgestellt. Viele Mitglieder der UDT wurden direkt übernommen, sie blieb trotzdem bestehen. Die Mitgliederzahl war anfangs mit je zehn Offizieren und 50 SEALs gering. Direkt nach deren Aufstellung erfolgten ein großer Ausrüstungskauf und das Üben alter sowie die Entwicklung neuer Taktiken bzw. Techniken.

### Vietnamkrieg

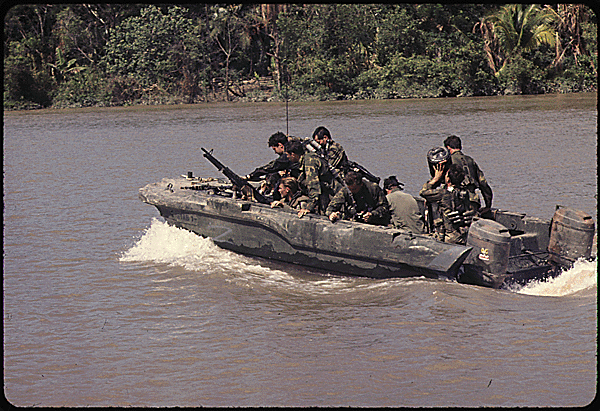
SEAL Team One, 1967 in Südvietnam

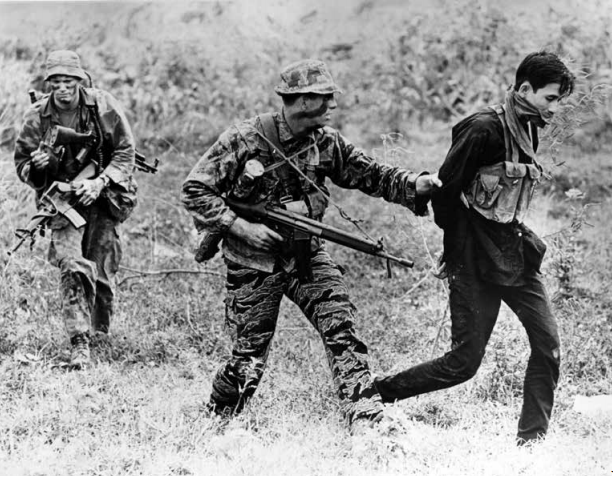
Gefangennahme eines Vietcong-Kämpfers 1969 nahe Mỹ Tho

Ab 1964 zunächst unter dem Kommando des örtlichen CIA-Residenten als Ausbilder südvietnamesischer Truppen besonders der „vietnamesischen SEALs“ Lien Doc Nguoi Nhia (LDNN) sowie Aufklärungseinheiten (Provincial Reconnaissance Units) in Da Nang eingesetzt, wurden die SEALs 1964 dem Military Assistance Command, Vietnam (MACV), dem militärischen Oberkommando für Vietnam, unterstellt und waren somit erstmals direkte Kombattanten im Vietnamkrieg. Dabei erwarben sie sich einen exzellenten Ruf als Kämpfer und waren beim Kriegsgegner, soweit überhaupt als eigenständige Einheit wahrgenommen, sehr gefürchtet. Neben ihren ursprünglichen Aufgaben waren sie maßgeblich an dem von der CIA geleiteten Phoenix-Programm beteiligt, der gezielten Liquidierung kommunistischer Führungskader hinter feindlichen Linien, dem (nach US-Quellen) rund 6500 Personen zum Opfer fielen. Im Februar 1966 wurde das SEAL Team ONE nach Südvietnam beordert und nahm an Operationen im Raum Nhà Bè südlich von Saigon (heute Ho-Chi-Minh-Stadt) teil. Das letzte SEAL-Platoon verließ am 7. Dezember 1971 Vietnam, die letzten Ausbilder im März 1973. Die Gesamtzahl der in Vietnam eingesetzten SEALs betrug nicht mehr als 200 Soldaten und etwa 30 Offiziere.

### Die Reagan-Ära und Gründung des Naval Special Warfare Command

#### Auflösung der UDTs
Ab Mai 1983 teilten sich Kampfschwimmer in Navy-SEAL-Einheiten auf.

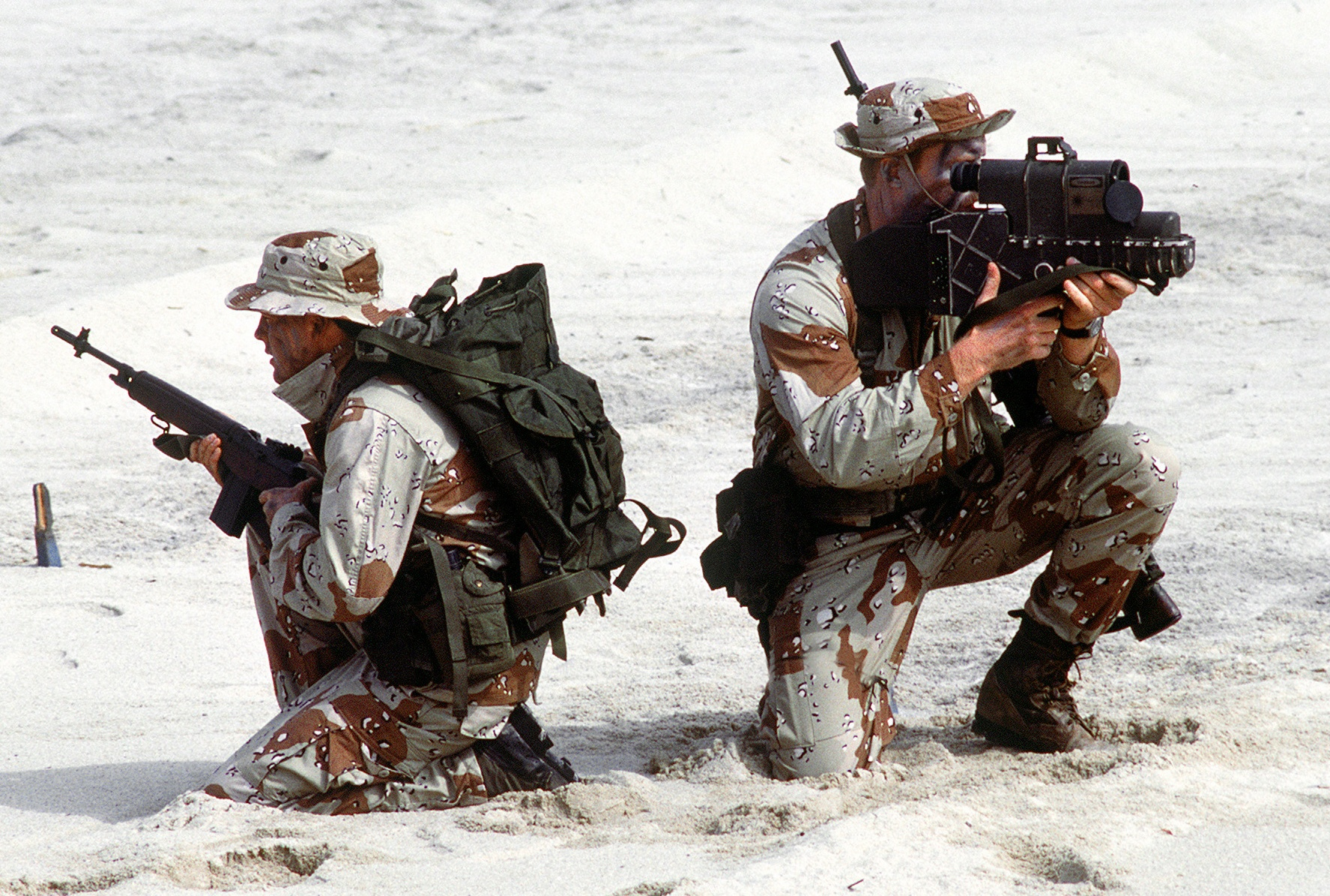
SEALs mit AN-PEQ-1-Laserdesignator (rechts) und M14 (links)

#### Naval Special Warfare Command
Der Goldwater-Nichols Act und dessen Anhang, das Nunn-Cohen Amendment, stellte die Spezialeinsatzkräfte der USA auf eine eigene finanzielle Basis und trennte sie durch ihre Zusammenfassung im United States Special Operations Command (SOCOM) (dt. „US-Oberkommando für Sondereinsätze“) von ihren Mutterteilstreitkräften. Dies hatte zur Folge, dass sie nun nicht mehr mit ihren Teilstreitkräften um Etats konkurrieren mussten und fortan nicht mehr finanziell „stiefmütterlich“ behandelt werden konnten. Durch diese Maßnahmen entstand de facto eine eigene Teilstreitkraft, in der alle Special Operations Forces des US-Militärs zusammengefasst sind.
Die Navy richtete am 16. April 1987 in Coronado bei San Diego, Kalifornien das U.S. Naval Special Warfare Command (NAVSPECWARCOM oder NAVSOC) ein. Das neue Oberkommando war von nun an für die Einsatzbereitschaft, Ausbildung und Verfügbarkeit sämtlicher Sondereinsatzkräfte der Navy verantwortlich und fungiert als maritimes Komponentenkommando des übergeordneten US Special Operations Command (SOCOM), in dem alle militärischen Sondereinsatzkräfte der Vereinigten Staaten vereint sind.

### Nach dem Kalten Krieg bis heute

#### Panama, Somalia, Bosnien, Haiti und Liberia
Die SEALs waren von 1989 bis 1990 in Panama, von 1987 bis 1991 am Persischen Golf während der Operation Earnest Will sowie in Somalia (Operation Restore Hope), Bosnien (Operation Joint Endeavour), Haiti (Operation Uphold Democracy) und Liberia (United Nations Mission in Liberia) im Einsatz.

#### Afghanistan (Operation Enduring Freedom)
2002 nahmen SEALs als Teil der Combined Joint Special Operations Task Force (CJSOTF) South an der Operation Anaconda in Afghanistan teil und 2003 wurden sie im größeren Rahmen bei der Invasion des Iraks (Operation Iraqi Freedom) zur Sicherung der Ölterminals und Hafenanlagen in Umm Qasr eingesetzt. Im September 2008 wurden rund 20 Navy Seals, unterstützt durch Hubschrauber und ein sogenanntes Gunship (dt. „Kanonenboot“, ein schwerbewaffnetes Flugzeug) vom Typ AC-130 Spectre, in Südwasiristan in Pakistan gegen mögliche Al-Qaida-Kämpfer eingesetzt.
2008 erhielt Lieutenant Michael P. Murphy posthum die Medal of Honor für seinen Einsatz in Afghanistan am 27. und 28. Juni 2005. Nach ihm wurde der Lenkwaffenzerstörer USS Michael Murphy benannt. Der Soldat Michael Anthony Monsoor erhielt 2008 ebenfalls posthum die Medal of Honor für seinen Einsatz im Irak.
Am 6. August 2011 kamen nach Angaben der ISAF beim Abschuss eines Transporthubschraubers vom Typ CH-47F Chinook im Distrikt Sayd Abad in der Provinz Wardak 30 US-Soldaten (darunter 22 Navy SEALs), sieben afghanische Soldaten und ein Dolmetscher ums Leben. Die Taliban bekannten sich zu dem Angriff.

#### Horn von Afrika
Am 12. April 2009 wurde der von vier somalischen Piraten auf einem Rettungsboot gefangengehaltene Richard Phillips, Kapitän des Containerschiffs Maersk Alabama, von einem SEAL-Team befreit, wobei drei der vier Piraten getötet wurden.

#### Pakistan
Am 2. Mai 2011 wurde der damals meistgesuchte Terrorist der Welt, Osama bin Laden, der auch als Drahtzieher für die Terroranschläge am 11. September 2001 verantwortlich war, von Angehörigen der United States Naval Special Warfare Development Group in Abbottabad erschossen. Der Codename der Aktion war Operation Neptune Spear. Dabei wurden vier Helikopter sowie 25 Soldaten und ein Hund eingesetzt, wobei ein Helikopter während des 40-minütigen Einsatzes notlanden musste und danach von den eigenen Soldaten zerstört wurde.

#### Levantisches Meer nahe Zypern
Das United States Special Operations Command Europe ordnete auf Befehl von US-Präsident Barack Obama, nach einer Bitte der libyschen und zypriotischen Regierungen an die USA, die Erstürmung des staatenlosen Tankschiffs Morning Glory an. Navy SEALs starteten am Abend des 16. März 2014 vom Zerstörer Roosevelt und konnten den Tanker in internationalen Gewässern südlich von Zypern unter ihre Kontrolle bringen. Milizen in Libyen wollten mit dem Tanker auf eigene Faust Rohöl exportieren. Drei bewaffnete Aufständische hatten das Schiff einige Tage vorher am Ölterminal von as-Sidr unter ihre Kontrolle gebracht. Das Schiff fuhr früher unter nordkoreanischer Flagge. Der Zerstörer Stout begleitete den Tanker zurück nach Libyen.

#### Jemen
Im Wadi al Kifah im Gouvernement al-Baidā' im Jemen greifen die US-Streitkräfte am 29. Januar 2017 mit Kampfdrohnen (UCAV) und Apache-Kampfhubschraubern einen Stützpunkt der Terrororganisation al-Qaida auf der arabischen Halbinsel (AQAP) an. Dabei sterben 41 al-Qaida-Kämpfer und 14 Zivilisten. Unter den Getöteten sollen sich auch die Anführer Abdulraouf, Sultan al-Zahab und Saif Alawai al-Jawfi befinden. Der Navy SEAL Chief Special Warfare Operator William „Ryan“ Owens wird dabei getötet und drei weitere US-Soldaten beim Absturz einer MV-22 Osprey verletzt.

#### Somalia
Bei einem Einsatz in Barii in der Region Shabeellaha Hoose gegen die islamistische al-Shabaab-Miliz wird der Navy SEAL Senior Chief Special Warfare Operator Kyle Milliken am 5. Mai 2017 getötet und zwei weitere verletzt.

## Auftrag
Die SEALs sind für den Marine-, Luftlande- und Bodenkampf einsetzbar. Ihr Aufgabenspektrum umfasst Aufklärung und die Abwehr feindlicher Aufklärung, direkte Kampfeinsätze, unkonventionelle Kriegführung, Terrorismusbekämpfung, Unterstützung anderer US-Behörden beim Kampf gegen den internationalen Drogenhandel, außerdem Befreiungs- und Rettungsoperationen. Unkonventionelle Kriegführung umfasst zahlreiche verdeckte Operationen in gegnerisch kontrolliertem oder politisch schwierigem Umfeld, unter anderem Guerilla-Kriegführung gegen wichtige Ziele hinter gegnerischen Linien, psychologische Kriegsführung und Sabotage. Dabei sind sie vor allem auf maritime und küstennahe Umgebung ausgelegt, auf die unerkannte Bewegung zum Einsatzziel durch das Wasser, blitzartige Operationen und den schnellen Rückzug auf dem Wasserweg. Dies soll ihnen den Zugriff auf Objekte ermöglichen, die für größere Verbände nicht oder nur nach schweren Kämpfen erreichbar sind. Darüber hinaus legt das Konzept der Navy SEALs hohen Wert auf die Zusammenarbeit mit einer Vielzahl anderer Truppengattungen und Funktionsfähigkeit unter Einsatzbedingungen vom Friedens- über den Konflikt- bis hin zum Kriegsfall. Primär ist es den SEALs wichtig, dass sie während des Einsatzes nicht entdeckt werden und Rückzugsmöglichkeiten haben. Operiert wird meist in kleinen Teams; die Feuerkraft variiert je nach Auftrag.

## Organisation
Die etwa 2500 Navy SEALs sowie 600 Unterstützungsmannschaften (Special Warfare Combatant-Crew, SWCC) unterstehen dem Marine-Sondereinsatzkommando (United States Naval Special Warfare Command, NAVSPECWARCOM) und gliedern sich in vier Marine-Sondereinsatzgruppen (Naval Special Warfare Groups, NSWG) mit den Hauptquartieren Coronado (Schwerpunkt Pazifik, Naher Osten und Korea) sowie Little Creek, Virginia (Schwerpunkt Europa, Süd- und Zentralamerika, Mittelmeerraum) für die Sondereinsatzgruppen eins und zwei und identischen Hauptquartieren, jedoch anderen Schwerpunkten für die Sondereinsatzgruppen drei und vier.
Die Sondereinsatzgruppe eins umfasst die vier ungerade nummerierten SEAL-Teams, Gruppe zwei die vier gerade nummerierten SEAL-Teams, wobei ein Team aus jeweils acht Zügen (Platoons) besteht. Die Personalstärke pro Zug beträgt 16 Mann, die Gesamteinsatzstärke 128. Der Sondereinsatzgruppe in Little Creek ist rein administrativ noch eine fünfte Mannschaft und die United States Naval Special Warfare Development Group (DEVGRU) zugeordnet. Sie ist jedoch als reine Anti-Terror-Einheit zusammen mit der Delta Force dem US Joint Special Operations Command (JSOC) unterstellt. Darüber hinaus existieren mehrere kleine, weltweit stationierte Führungszellen, die einen schnellen Einsatz der SEALs ermöglichen sollen.
Dem Marine-Sondereinsatzkommando gehören des Weiteren Logistik- und Führungstruppen sowie Einheiten mit Spezialbooten (Special Boat Teams, SBT) an. Letztere sind mit speziell ausgerüsteten Booten ausgestattet und werden von sogenannten Special Warfare Combatant-craft Crewman (SWCC) bedient. Zu den Booten gehören das Mark V Special Operations Craft (MKV SOC), ein Aluminiumboot für Küstenpatrouillen und als Plattform für Sondereinsätze sowie weitere Boote von Festrumpfschlauchbooten bis hin zu kleineren Patrouillenbooten (Special Operations Craft Riverine, SOCR) aus Aluminium für Flusseinsätze. Alle Boote werden genutzt, um die SEALs oder andere Spezialeinheiten zu ihren Einsatzorten zu bringen und dort Operationsunterstützung zu leisten. Die SEAL Delivery Vehicle Teams (SDVT) bringen die SEALs in Spezial-U-Booten zu ihren Einsatzorten. Für den Lufttransport nutzen die SEALs die Kapazitäten der Navy, der Air Force und des 160th Special Operations Aviation Regiment (Airborne).
Im März 2016 waren 21 Afroamerikaner Mitglied der United States Navy SEALs, das entspricht einem Anteil von weniger als 1 Prozent. Ein Experte des Pentagons sprach in diesem Zusammenhang 2015 von Potenzial, das den Spezialeinheiten verloren gehe.

## Gliederung der SEAL-Teams

### Naval Special Warfare Group 1
| Abzeichen | Team            | Umgebung                   | Dislozierung | Hauptquartier         |
| --------- | --------------- | -------------------------- | ------------ | --------------------- |
|           | SEAL-Team ONE   | Dschungel, Wüste und Urban | Westpazifik  | Coronado, Kalifornien |
|           | SEAL Team THREE | Wüste und Urban            | Naher Osten  | Coronado, Kalifornien |
|           | SEAL Team FIVE  | Arktisch, Wüste und Urban  | Korea        | Coronado, Kalifornien |
|           | SEAL Team SEVEN | Dschungel, Wüste und Urban | Westpazifik  | Coronado, Kalifornien |

- Naval Special Warfare Unit 1, Guam
- Naval Special Warfare Unit 3, Bahrain[14]

### Naval Special Warfare Group 2
| Abzeichen | Team            | Umgebung        | Dislozierung             | Hauptquartier          |
| --------- | --------------- | --------------- | ------------------------ | ---------------------- |
|           | SEAL Team TWO   | Wüste und Urban | Nordeuropa               | Little Creek, Virginia |
|           | SEAL Team FOUR  | Wüste und Urban | Mittel- und Südamerika   | Little Creek, Virginia |
|           | SEAL Team EIGHT | Wüste und Urban | Mittelmeerraum/Südeuropa | Little Creek, Virginia |
|           | SEAL Team TEN   | Wüste und Urban | Mittelmeerraum/Südeuropa | Little Creek, Virginia |

- Naval Special Warfare Unit 2, Stuttgart, Deutschland
- Naval Special Warfare Unit 10, Rota, Spanien[14]

### Naval Special Warfare Group 3
| Abzeichen | Team                           | Umgebung     | Dislozierung                | Hauptquartier          |
| --------- | ------------------------------ | ------------ | --------------------------- | ---------------------- |
|           | SEAL Delivery Vehicle Team ONE | unterseeisch | Pazifik (ASDS weltweit)     | Pearl Harbor, Hawaii   |
|           | SEAL Delivery Vehicle Team TWO | unterseeisch | Atlantik und Mittelmeerraum | Little Creek, Virginia |

### Naval Special Warfare Group 4
| Abzeichen | Team                 | Umgebung              | Dislozierung                           | Hauptquartier                             |
| --------- | -------------------- | --------------------- | -------------------------------------- | ----------------------------------------- |
| Abzeichen | Special Boat Team 12 | maritim und küstennah | Pazifik und Naher Osten                | Coronado, Kalifornien                     |
| Abzeichen | Special Boat Team 20 | maritim und küstennah | Europa, Mittelmeerraum und Naher Osten | Little Creek, Virginia                    |
| Abzeichen | Special Boat Team 22 | Binnengewässer        | weltweit                               | John C. Stennis Space Center, Mississippi |

### Dem United States Joint Special Operations Command unterstehend
| Abzeichen | Team                                | Umgebung | Dislozierung | Hauptquartier      |
| --------- | ----------------------------------- | -------- | ------------ | ------------------ |
|           | NAVSPECWARDEVGRU ehm. SEAL TEAM SIX | Alles    | weltweit     | Dam Neck, Virginia |

## Rekrutierung und Ausbildung

### Voraussetzungen
Um überhaupt zum BUD/S-Lehrgang zugelassen zu werden, muss der angehende SEAL folgende Grundvoraussetzungen erfüllen:
- US-Staatsbürger
- Höchstalter 28 Jahre[17]
- Keine erheblichen Vorstrafen, keine Drogenabhängigkeit
- Taucherärztliche und psychologische Untersuchung
- Volle Sehschärfe (geringfügige Korrekturen sind zulässig)
- Keine Farbenblindheit
- Bestehen einer sportlichen Eignungsprüfung gegliedert in:
  - 500 Yards (457 Meter) schwimmen in unter 12 Minuten 30 Sekunden
  - Pause (10 Minuten)
  - 42 Liegestütze in unter 2 Minuten
  - Pause (2 Minuten)
  - 50 Sit-ups in unter 2 Minuten
  - Pause (2 Minuten)
  - 6 Klimmzüge (ohne Zeitbegrenzung)
  - Pause (10 Minuten)
  - 1,5 Meilen (ca. 2,4 km) laufen im Kampfanzug und Stiefeln in unter 11 Minuten

Ein besseres Abschneiden in der sportlichen Eignungsprüfung wird von potenziellen SEAL-Anwärtern erwartet.

### Ausbildungsphasen
Der erste Teil der Grundausbildung dauert neun Wochen und in dieser Grundausbildung werden physische Fähigkeiten vermittelt. Dauerlauf und andere Kraft-, Tauch- und Schwimmübungen werden geprobt. Ebenso werden Hindernisläufe sowie Bootsübungen gemacht. Der Abschluss dieser ersten Phase ist die legendäre Hellweek, in der künftige SEALs bis an die totale Grenze ihrer körperlichen Leistungsfähigkeit gebracht werden. Ständige Schwimm-, Lauf- und Paddelübungen gehören ebenso dazu, wie der Kontakt mit Explosivmitteln, dazu gehört zum Beispiel das Kriechen unterhalb von Maschinengewehrfeuer. Während der Hellweek verlassen oftmals 60 % der Teilnehmer den Lehrgang vorzeitig. Wer aus Krankheitsgründen mit dem Training aufhören muss, kann es im nächsten Jahr aber am gleichen Punkt wiederaufnehmen. Nach der Hellweek folgt leichter Dienst, unter anderem das Vermessen von Stränden. Außerdem bekommen die angehenden SEALs eine umfangreiche Waffenausbildung.

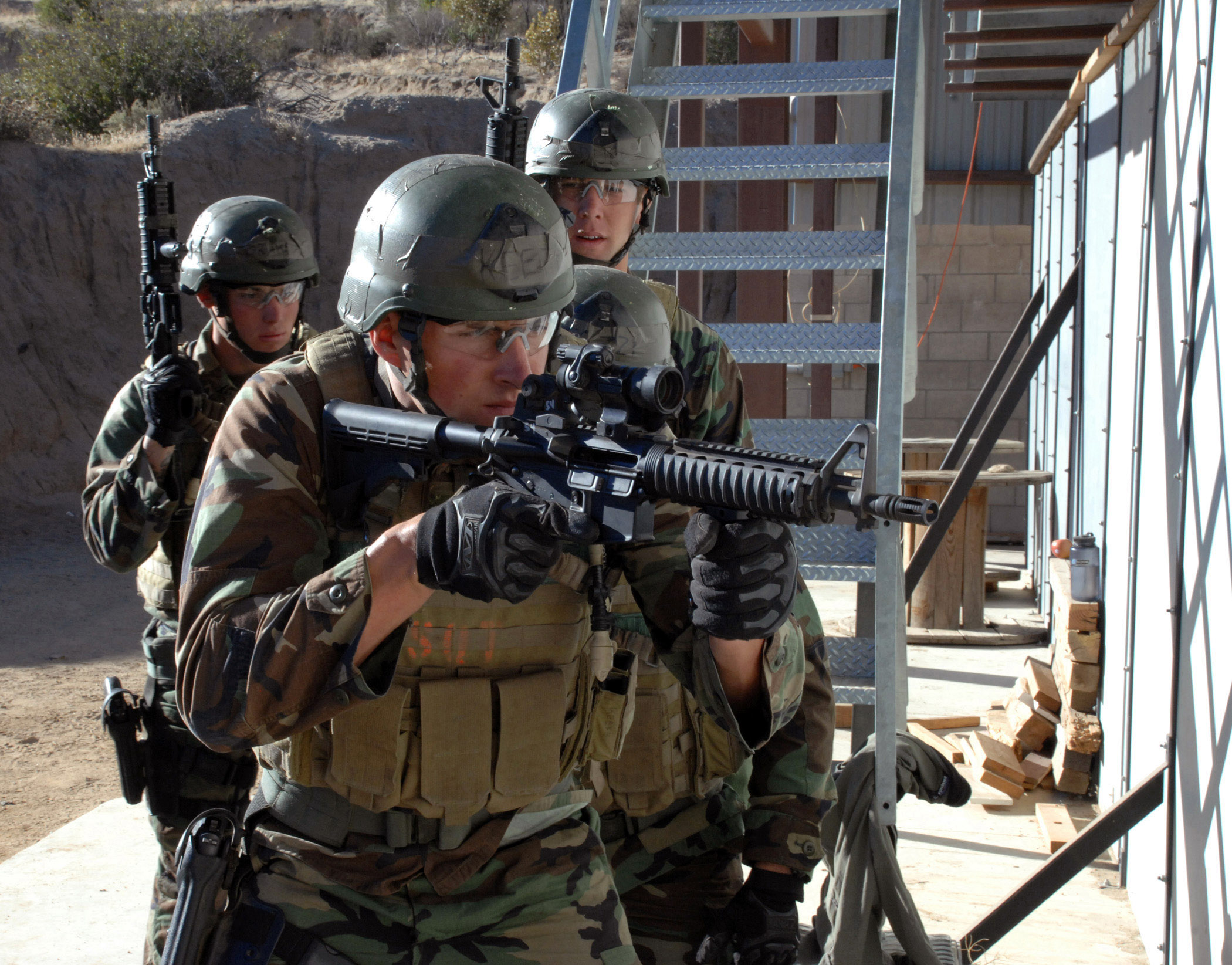
Navy SEALs beim Training

In der zweiten Phase erlernen die Teilnehmer das Tauchen mit offenem und geschlossenem Atemkreis sowie Unterwassernavigation. Es erfolgt eine grundlegende Ausbildung im Schwimmbecken, die später im offenen Meer vertieft wird.
Die dritte Phase ist geprägt von einer umfangreichen infanteristischen Ausbildung, in der unter anderem das Wissen über inländische und ausländische Waffen vermittelt wird. Ebenso wird Aufklärung sowie Kampf mit Pionierwerkzeugen gelernt. Die gelernten Dinge werden später auf der Insel San Clemente Island vertieft. Nach dieser dritten Phase wird von den SEALs das Fallschirmspringer-Abzeichen in Fort Benning erworben. Nun werden die SEALs in die unterschiedlichen Einheiten verlegt und bekommen dort ihre letzte reguläre Ausbildung. Nach einem weiteren halben Jahr empfangen die SEALs ihr Abzeichen – das Trident (Dreizack) – und dürfen sich nun SEALs nennen. Trotzdem ist die Ausbildung noch nicht beendet, denn ein SEAL bildet sich bis zu seinem Karriereende weiter und erwirbt zum Beispiel das Luftlandepfadfinder-Abzeichen.

## Ausrüstung

### Boote
Neben der umfangreichen Standardausrüstung der US-Streitkräfte können die SEAL-Teams auf speziell für ihre Bedürfnisse abgestimmte Entwicklungen zurückgreifen. Das NAVSPECWARCOM hat unter anderem diese vier Wasserfahrzeuge in Auftrag gegeben:
Das Mark-V-Schnellboot wird für den Transport von Special Operations Forces (SOF), jedoch hauptsächlich für den Transport von SEALs verwendet. Die Boote werden zum Ein- und Ausschiffen von Einsatzteams verwendet, aber auch für Küstenpatrouillenfahrten. Das Mark V ist das neueste Special Operations Craft (SOC), das für Naval Special Warfare (NSW) bei den Special Boat Teams (SBR) eingeführt wurde. Die ersten MARK V sind durch die Bemühungen des „United States Special Operations Command“ (USSOCOM) „Special Operations Acquisition Executive“ (SOAE) schon 18 Monate nach dem Beginn der Entwicklungsphase in Dienst gestellt worden.
Das Special Operations Craft Riverine (SOC-R) ist ebenfalls ein neues Boot, das den Special Boat Units untersteht. Es wurde als Schnellboot mit hoher Fracht- und Waffenkapazität entwickelt. Von Bedeutung war auch die Fähigkeit, auf Flüssen tief im Landesinneren zu operieren, um Bodentruppen schnell verlegen zu können. Das SOCR ist 9,50 m lang und 2,75 m breit. Bei einem Tiefgang von nur 20 cm ist es optimal für den Einsatz auf flachen Flüssen geeignet. Zwei Dieselmotoren liefern mit je 440 PS ausreichend Schub, um schnell auf die Maximalgeschwindigkeit von rund 42 Knoten (ca. 78 km/h) zu beschleunigen. Der Aluminiumrumpf macht das Boot sehr leicht, aber dennoch robust. Es kann problemlos bis zu 9.300 kg an Personal, Waffen und Munition transportieren. Aufgrund seiner geringen Größe kann es mit Hubschraubern wie dem CH-47 oder dem CH-53 luftverlegt werden. Der Rumpf des Boots hat Montagemöglichkeiten für ballistische Schutzplatten sowie für diverse Waffen. Üblicherweise werden Waffen wie das M2-.50-Kaliber-Maschinengewehr, Mk-19-Granatwerfer sowie 7,62-mm-Miniguns montiert.

### Kleinst-U-Boote
Das SEAL Delivery Vehicle (SDV) MK8 – auch Swimmer Delivery Vehicle genannt – ist ein Kleinst-U-Boot, mit dem ein kleines Team unbemerkt an Land gebracht werden kann. Das SDV verfügt über keine Druckkammer, jedoch werden die SEALs in der gefluteten Zelle über ein Atemluftsystem versorgt. Das SDV kann maximal vier Taucher über eine Entfernung von 8 bis 12 Kilometern transportieren. Das SDV wird von einer Lithium-Ionen-Batterie angetrieben und ist mit Elektro-Antrieb sowie Navigations- und Kommunikationselektronik ausgestattet. Für gewöhnlich werden SDVs mit U-Booten wie beispielsweise der Los-Angeles-Klasse per Huckepack-Verfahren in ihr Einsatzgebiet transportiert. So können hinter dem Turm, auf dem Rücken des U-Bootes, sogenannte Dry Deck Shelter montiert werden, die eine Trockenschleuse zum Boot, einen „SDV-Hangar“ und eine eigene Druckkammer enthalten. Die SEALs an Bord können sich in dieser Schleuse im Trockenen vorbereiten und müssen erst unmittelbar vor dem Fluten auf ihre Kreislaufatemgeräte zurückgreifen.
Das Advanced SEAL Delivery System (ASDS) ist ein etwa 20 Meter langes Kleinst-U-Boot, das eine Verdrängung von etwa 70 Tonnen hat. Es wird von einer zweiköpfigen Crew bedient. Eine Lithium-Ionen-Batterie sorgt für ausreichend Energie, um bei einer Geschwindigkeit von fast 7,5 Knoten (14 km/h) und einer Tauchtiefe von 200 Fuß (61 m) einen Einsatzradius von rund 200 km zu ermöglichen. In der trockenen Druckkammer können dabei bis zu 14 Soldaten mit leichtem Gepäck oder 8 Soldaten mit Standardausrüstung, Tauchausrüstung und Waffen transportiert werden. Das ASDS verfügt über eine Schleuse (sog. Lock-In-Out-Kammer, LIO), die es ermöglicht, SEALs unter Wasser abzusetzen und wieder aufzunehmen, ohne das gesamte U-Boot fluten zu müssen. Darüber hinaus verfügt das ASDS über ein passives und aktives Sonar sowie Navigations- und Kommunikationsausrüstung. Nachdem die ersten Studien für das ASDS 1983 in Auftrag gegeben waren, wurden in den späten 1980er-Jahren verschiedene Entwürfe ausgearbeitet mit dem Ziel der Entwicklung eines tauchfähigen Transportmittels, das unbemerkt maritime Spezialkräfte über lange Strecken transportieren kann. Die trockene Tauchzelle soll im Gegensatz zum Seal Delivery Vehicle (SDV) einen langen Aufenthalt im kalten Meerwasser vermeiden. Mit dem Bau des ersten ASDS wurde 1996 begonnen, die Einheit erhielt das Fahrzeug im Jahr 2000. Es kostete rund 300 Millionen Dollar und überstieg die anfänglichen Kalkulationen um 140 Millionen Dollar. Für die fünf geplanten U-Boote wurden Baukosten von rund 125 Mio. Dollar pro Stück veranschlagt. Jedoch wurde die Produktion des zweiten ASDS im Dezember 2005 unterbrochen; im April 2006 wurde schließlich die gesamte Bestellung storniert und das Programm eingestellt. Das einzige fertiggestellte ASDS wurde ab 2003 in mehreren Übungen verwendet. Es brannte am 9. November 2008 jedoch völlig aus, nachdem beim Aufladen der Batterien ein Feuer an Bord ausgebrochen war. Aufgrund der voraussichtlichen Reparaturkosten von 237 Millionen Dollar wurde das ASDS abgeschrieben.

## Galerie

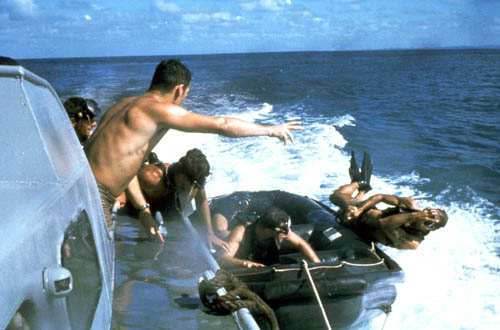
Absetzen eines SEALs von einem Schlauchboot
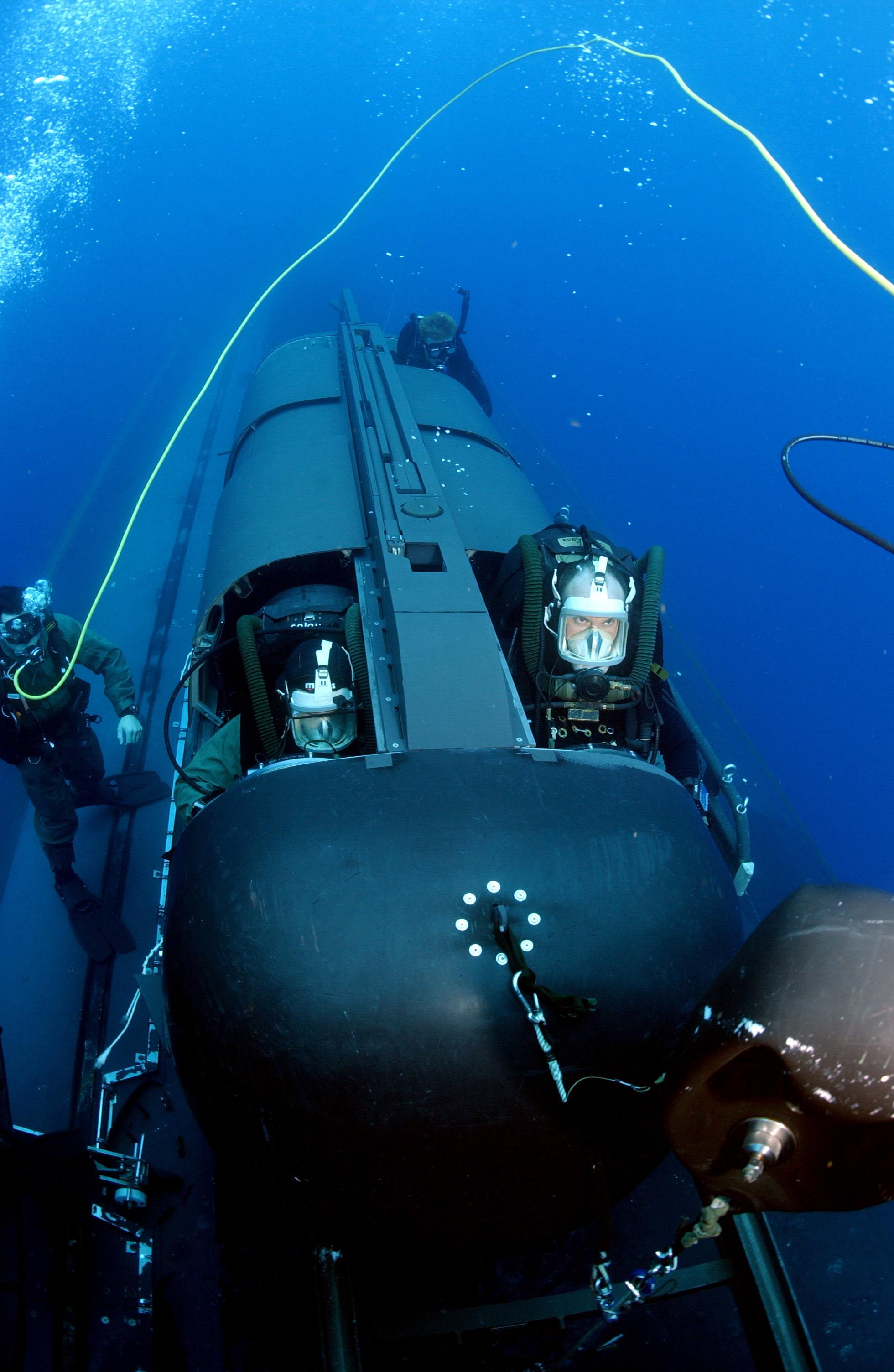
SEALs machen ein SEAL Delivery Vehicle (SDV) klar zum Einsatz
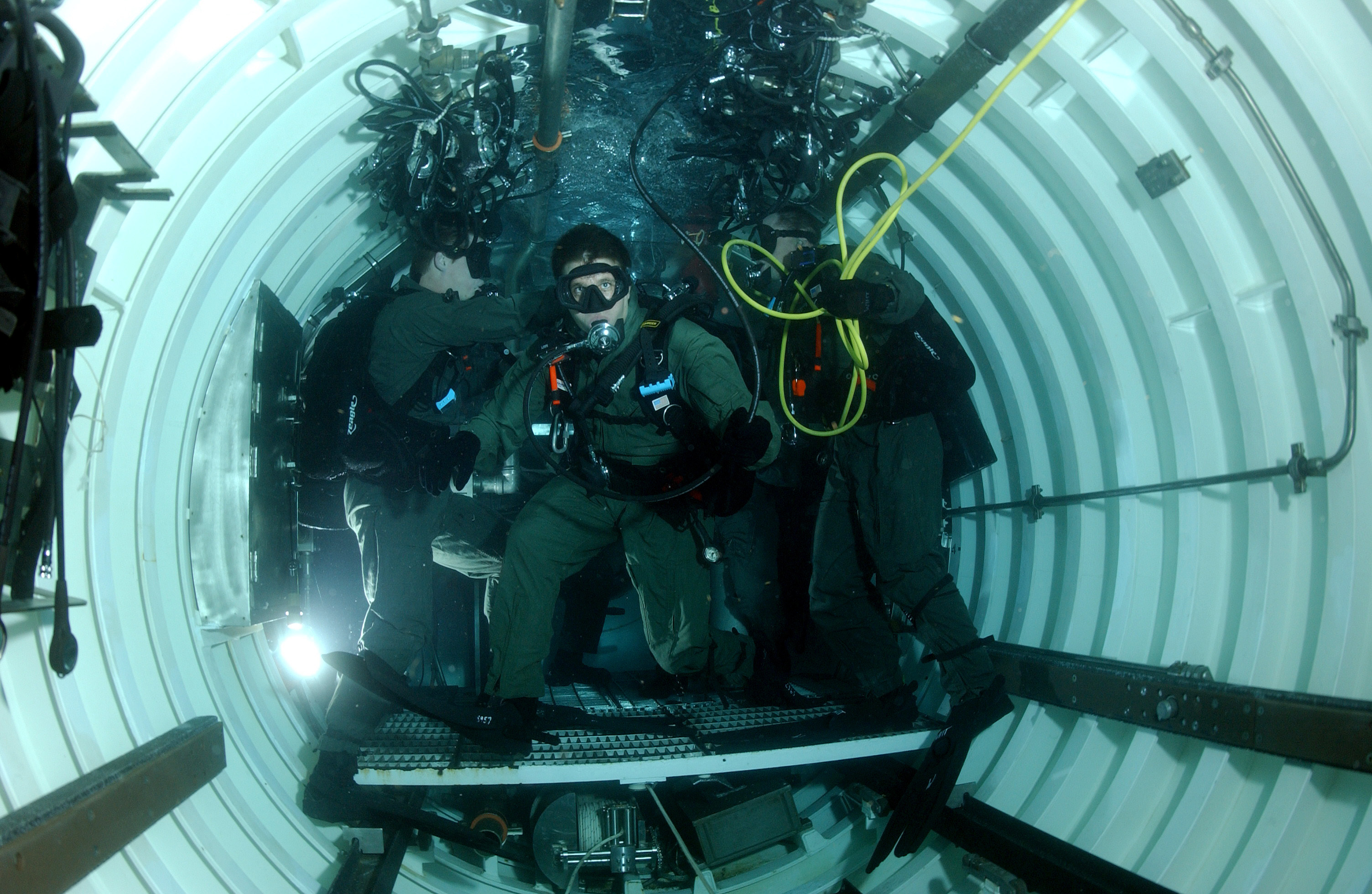
SEALs in einem Dry Deck Shelter der Philadelphia
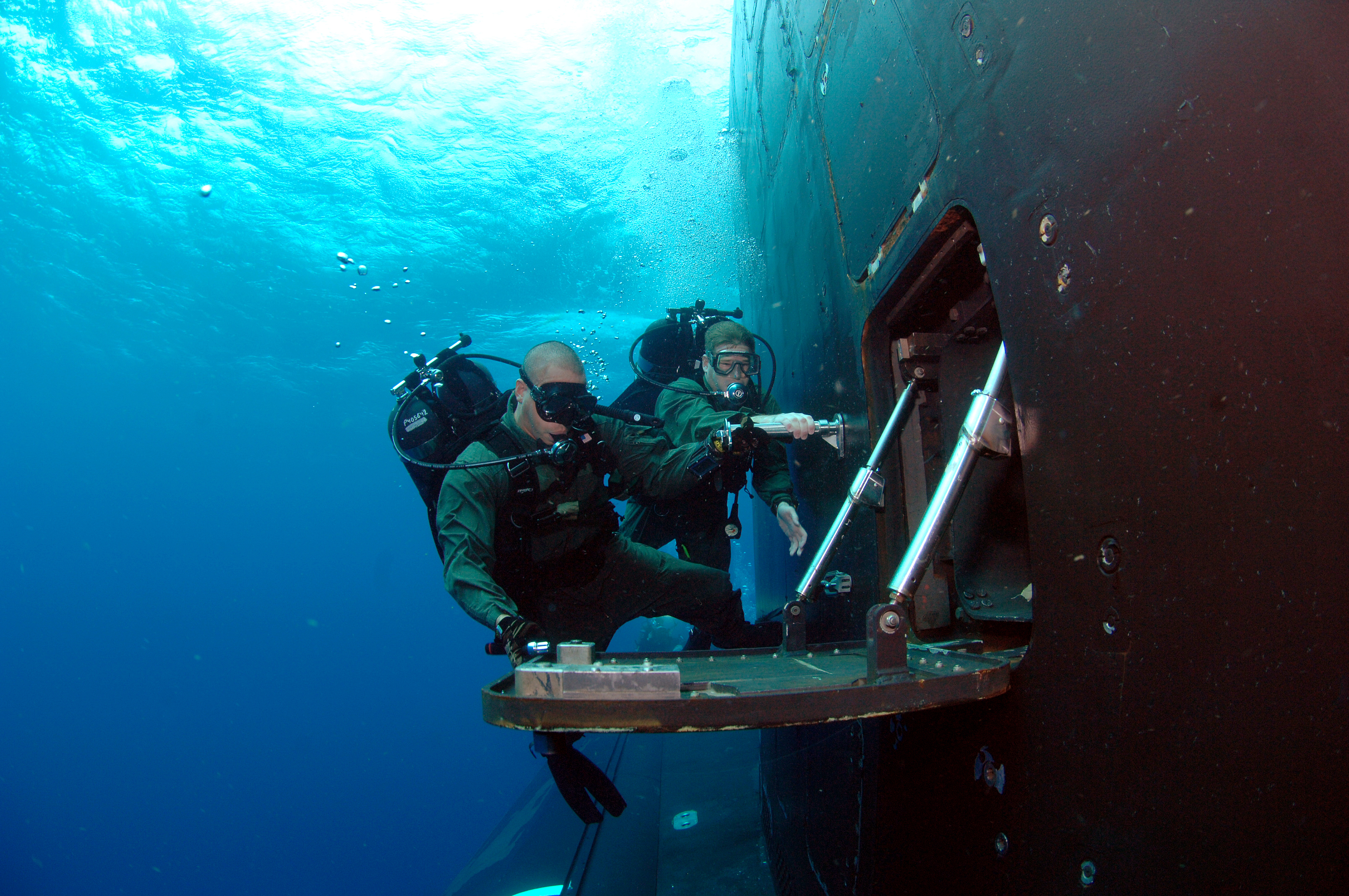
SEALs benutzen eine Druckschleuse der Hawaii
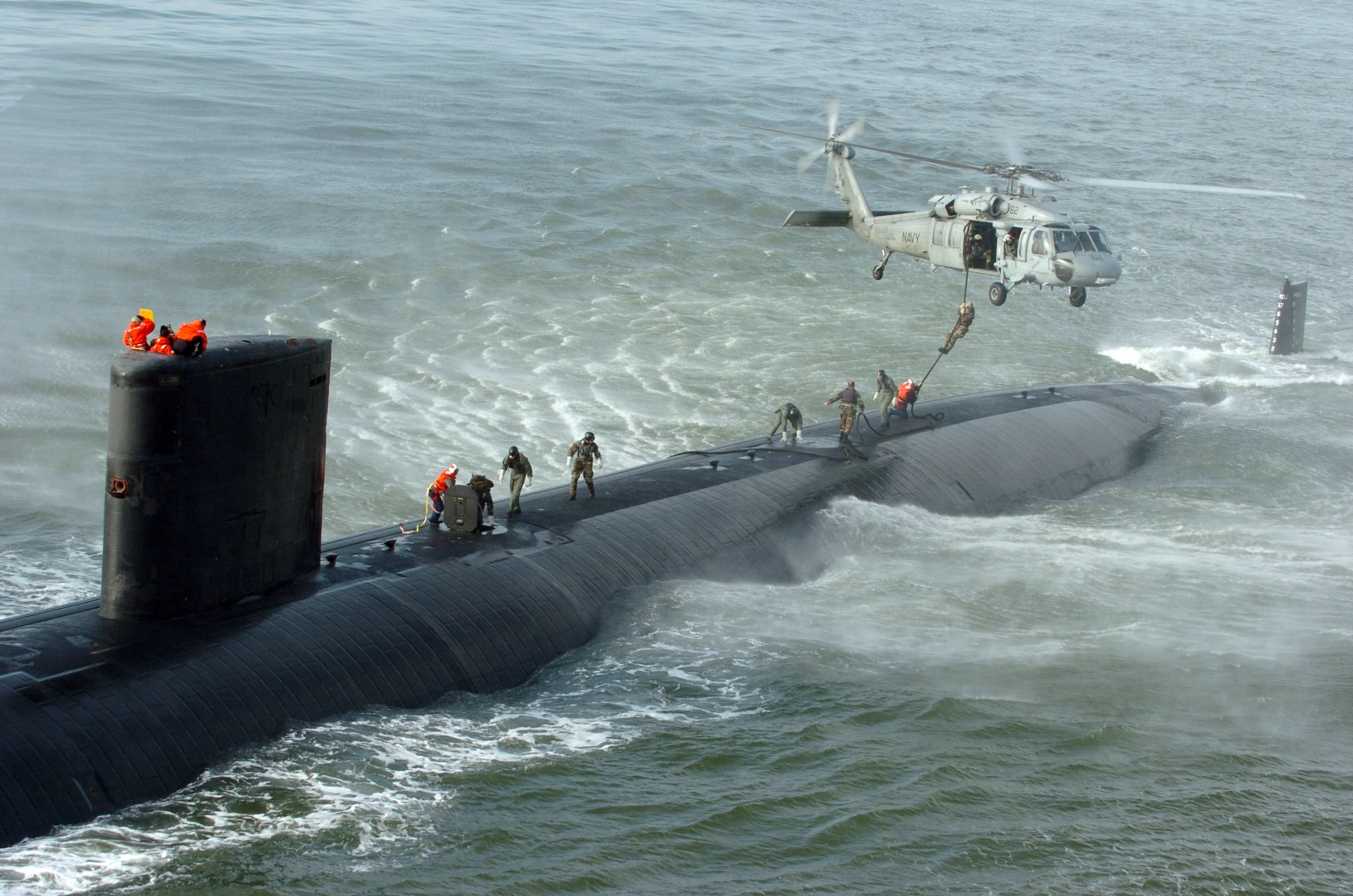
SEALs seilen sich von einem MH-60S auf die Toledo ab
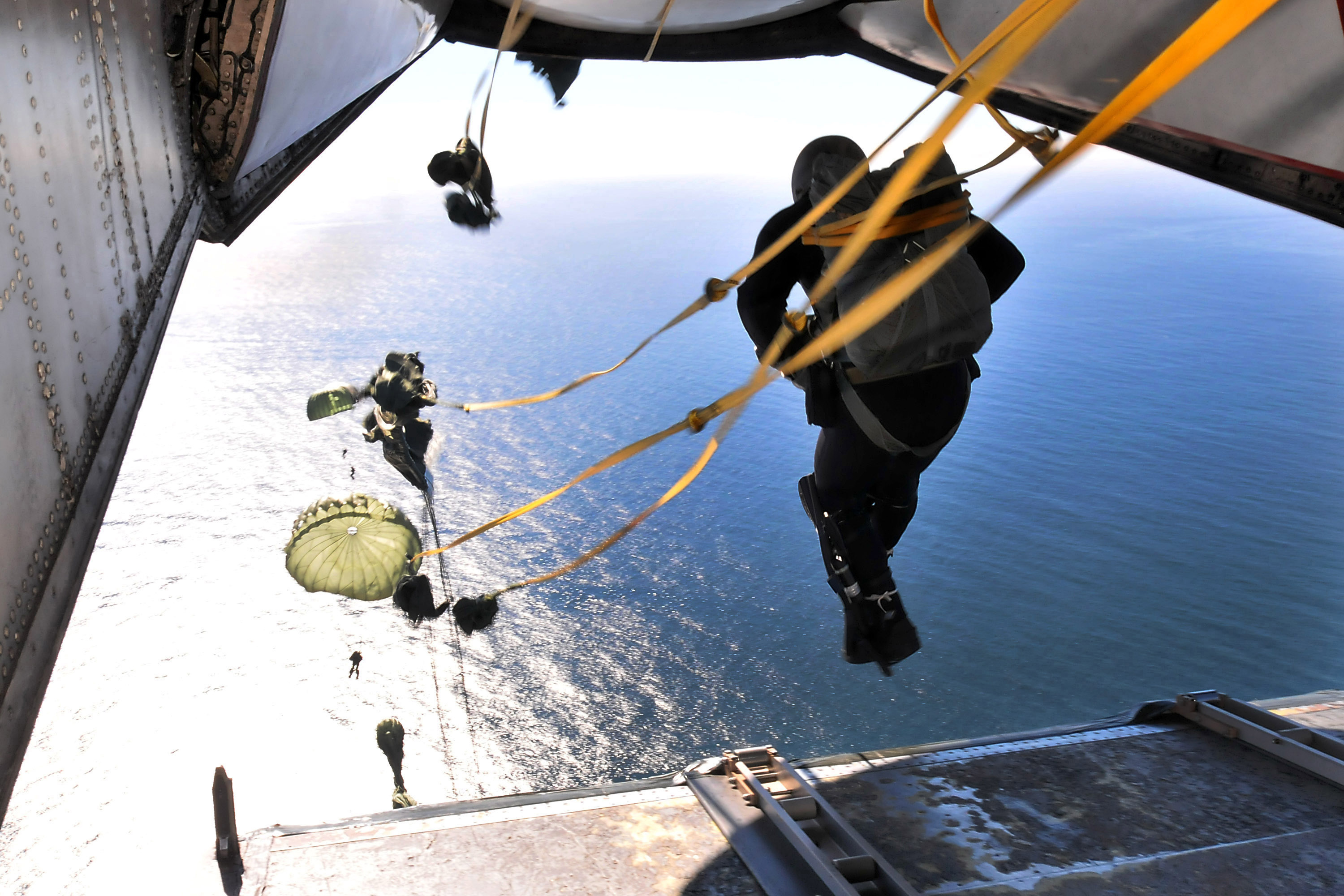
Absetzen von SEALs aus einer C-2
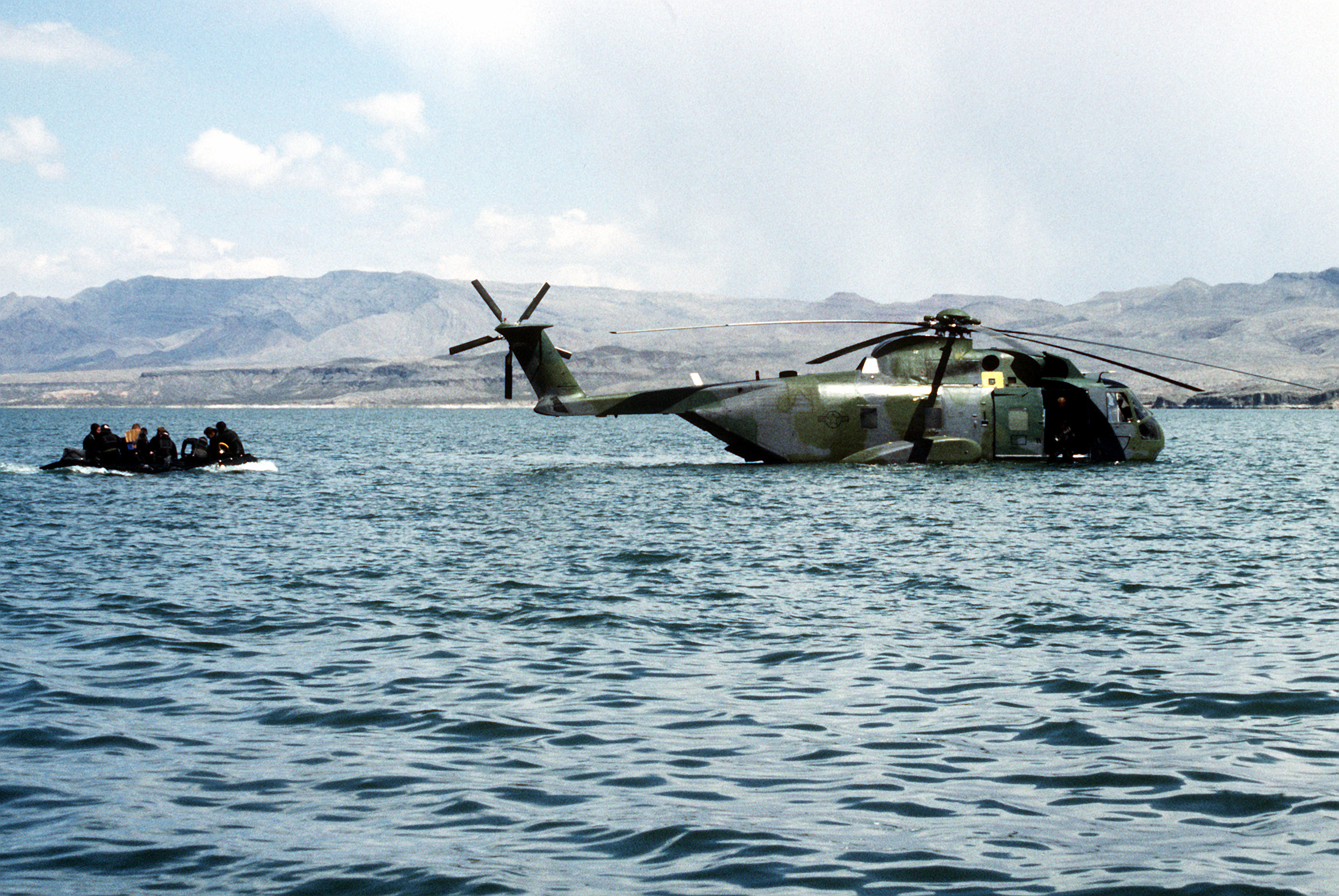
Amphibischer Hubschrauber CH-3E Jolly Green Giant zum Transport von SEALs
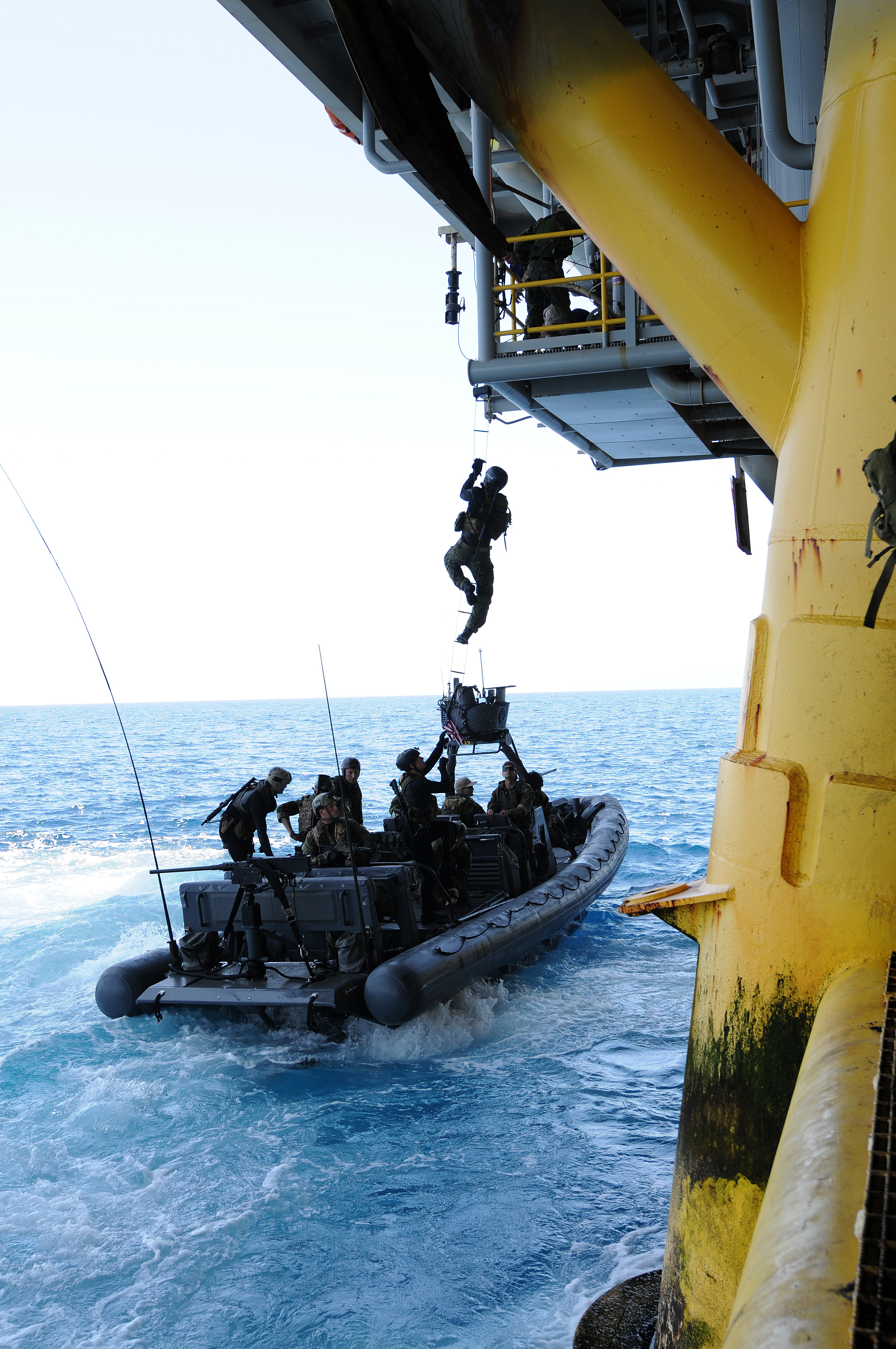
SEAL besteigt eine Bohrinsel mittels Strickleiter
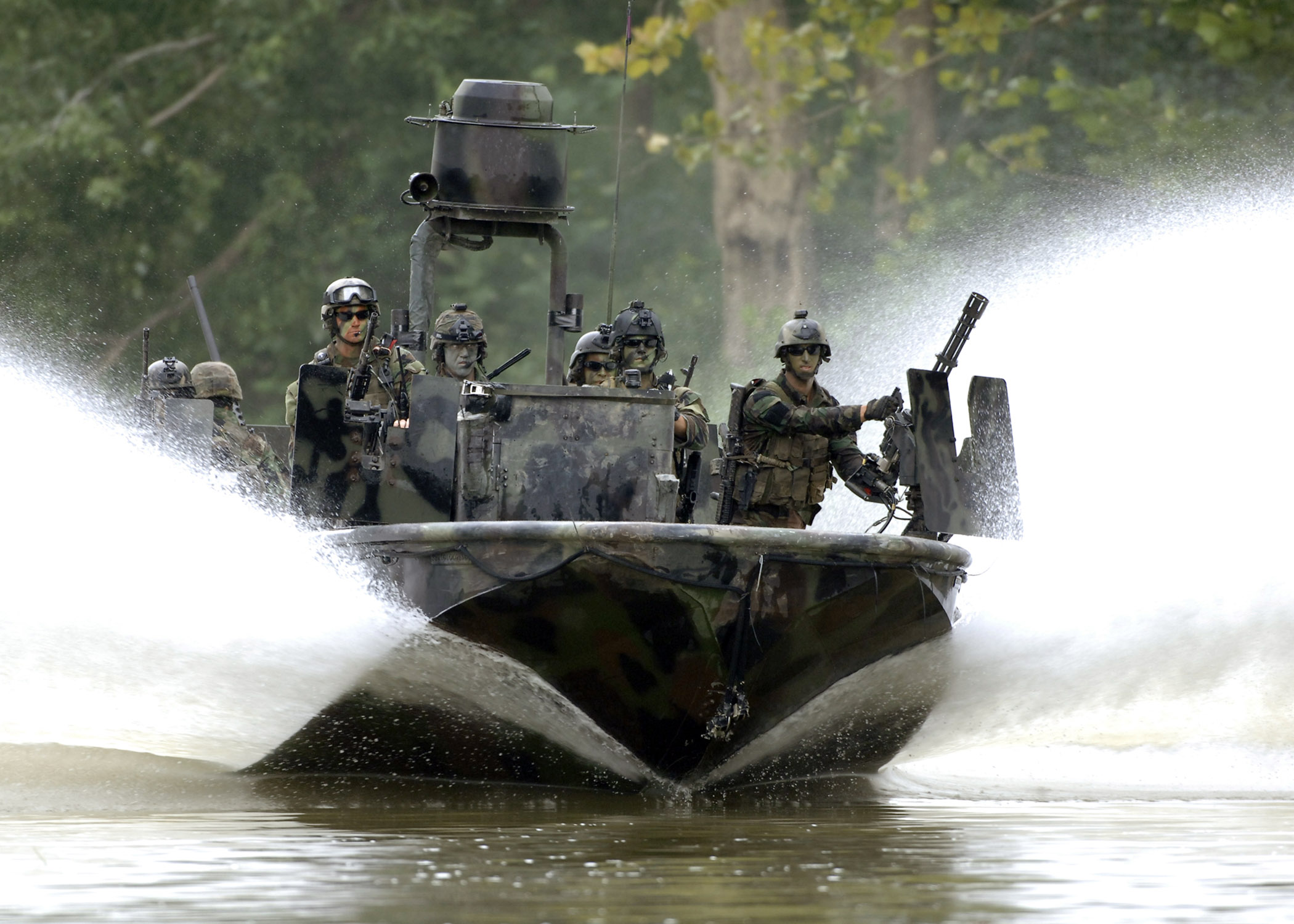
SEALs auf einem SOC-R
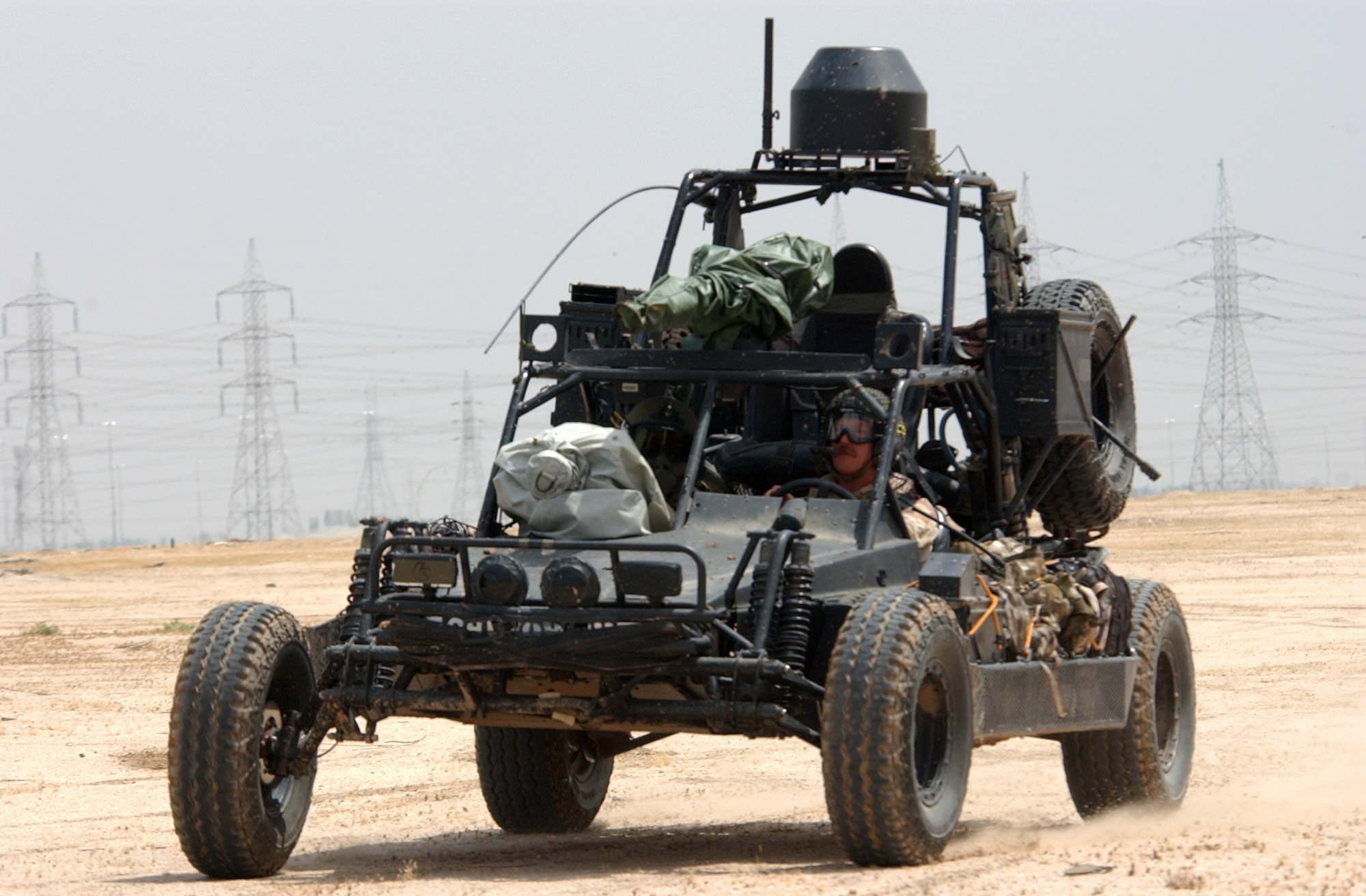
SEALs in einem Desert Patrol Vehicle

## Museum
Das 1985 gegründete National Navy UDT-SEAL Museum in North Hutchinson Island, Florida, ist das einzige Museum für die Navy SEALs. Es zeigt unter anderem die Ausrüstung der Navy Underwater Demolition Teams (UDT) und SEAL-Teams. Träger des Museums ist die Non-Profit-Organisation UDT-SEAL Museum Association, Inc. Es wird demnächst unter der Trägerschaft der U.S. Navy stehen. Der Abgeordnete Tim Mahoney (D-FL16) brachte am 19. Juni 2007 beim 110. Kongress die Gesetzesinitiative H.R. 2779 mit 44 Unterstützern ein. Die Gesetzesinitiative wurde vom Repräsentantenhaus am 1. Oktober 2007 angenommen und vom Senat am 31. Oktober 2007 einstimmig beschlossen. Der Präsident unterzeichnete diese am 13. November 2007 (Public Law No: 110-115).

## Bekannte Navy SEALs
- Christopher Cassidy (* 1970), NASA-Astronaut
- Chris Kyle (1974–2013)
- Marcus Luttrell (* 1975)
- Michael Anthony Monsoor (1981–2006)
- Michael P. Murphy (1976–2005)
- Richard Marcinko (1940–2021)
- Robert O’Neill (* 1976)
- William Shepherd (* 1949), ehemaliger NASA-Astronaut und erster ISS-Kommandant
- Ryan Zinke (* 1961), ehemaliger Innenminister der Vereinigten Staaten
- Jocko Willink (* 1971)
- Lucas Meacham (* 1993), Footballspieler
- David Goggins (* 1975), Ultramarathonläufer, Autor

## Mediale Rezeption
- Navy Seals – Die härteste Elitetruppe der Welt (Spielfilm)
- Die Akte Jane (Spielfilm)
- Tränen der Sonne (Spielfilm)
- Act of Valor (Spielfilm)
- Zero Dark Thirty (Spielfilm)
- Lone Survivor (Spielfilm)
- Captain Phillips (Spielfilm)
- American Sniper (Spielfilm)
- Blindspot (Fernsehserie)
- 13 Hours (Spielfilm)
- Hawaii Five-0 (Fernsehserie)
- Six (Fernsehserie)
- SEAL Team (Fernsehserie)

### Offizielle Seiten
- SEALS + SWCC Scout Team (offizielle Seite) (englisch)
- U.S. Naval Special Warfare Command Website (offizielle Seite) (englisch)
- Navy Fact File: Navy SEALs. San Diego: Naval Special Warfare Command; Public Affairs Office, United States Navy (Memento vom 3. März 2005 im Internet Archive) (englisch)
- Navy UDT-SEAL Museum (englisch)

### Andere englischsprachige Seiten
- SEALs bei globalsecurity.org (englisch)
- Couch, Dick: SEALs: 50 Years and Counting, in: Naval History Magazine, Volume 26, Number 1, Februar 2012 (englisch)
- Lee Ann Obringer: How the Navy SEALs Work.